# Протест

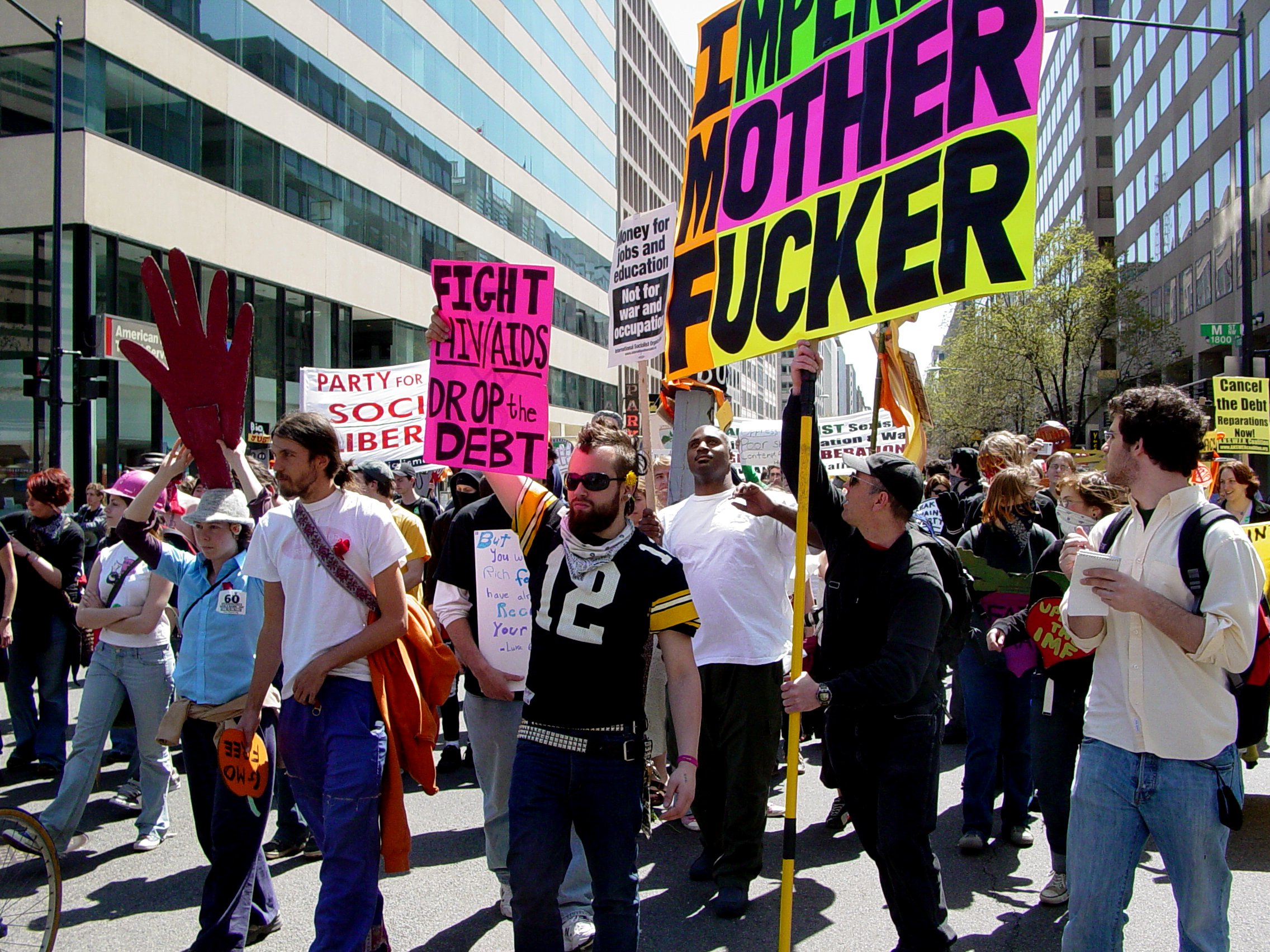
Демонстрація антиглобалістів в Вашингтоні 16 квітня 2005 року проти Світового банку і Міжнародного валютного фонду

Під проте́стом зазвичай розуміють відносно відкриту реакцію на суспільну ситуацію: іноді на підтримку, але зазвичай проти неї. У залежності від ставлення до нього з боку влади і політичного режиму протести бувають санкціоновані і несанкціоновані. Крайня форма соціального протесту може перерости в революцію.
Протест може мати й формалізоване значення: дипломатичний протест, протест захисника в суді, прокурорський протест тощо.

## Види протесту

### Політичний протест
Рішучий вираз незгоди з курсом або діяльністю законодавчих, виконавчих чи судових органів влади, будь-кого. Форми політичного протесту можуть бути різноманітними: звернення, заяви, мітинги, страйки, походи. Політичний протест є законною формою декларації політичної позиції, який передбачений правилами і механізмами політичної діяльності. Однак політичний протест може набирати і крайніх екстремістських форм, які виливаються в акти насильства, вандалізму тощо. [джерело?]
Приклади: протест проти фальсифікації виборів призвів до помаранчевої революції в Україні в 2004 році.

### Соціальний протест
Протест, спрямований проти соціальної нерівності, проблем, що існують у суспільстві, як правило економічного характеру. Часто переростає в політичну форму.
Приклади: протест проти реформи ЖКГ в Росії, Марш незгодних.

### Культурний протест
Протест, викликаний якою-небудь подією у культурному житті і спричинив естетичне обурення населення.
Приклади: карикатурний скандал в Європі, гей-паради і протести проти них, протести проти показу фільму «Код да Вінчі», протест панків проти системи, андеграунду проти мейнстріма.

## Актуальні протестні течії

### У світі
- Антивоєнні протести (проти війни в Іраку, Чечні і т. д.)
- За легалізацію легких наркотиків (у тому числі марихуани)
- Антиамериканські протести (проти ідеї однополярного світу і гегемонії США)
- антиглобалістські протести
- Протести нелегальних емігрантів і вимушених переселенців
- Антитерористичні протести

### В Україні
- «Вставай, Україно!»
- Україна проти Януковича
- Справа Павліченків
- Протести у Врадіївці
- Євромайдан

## Форми протесту
Протест може бути з застосуванням насильства і ненасильницький. Історично, ненасильницькі форми протесту поступово витісняють насильницькі.

### Ненасильницькі
- Голосування проти всіх (протестне голосування)
- Мітинг
- Мовчання
- Флешмоб
- Пікет
- Бойкот
- Голодовка
- Петиція
- Марш протесту
- Страйк
- Саботаж
- Одиночний пікет

### Насильницькі
- Бунт
- Перекриття доріг
- Захоплення адміністративних будівель
- Повстання
- Революція